# Szolnok
Szolnok (prononciation [solnok]) anciennement en français Zolnock est une ville hongroise, chef-lieu du comitat du Jász-Nagykun-Szolnok dans le centre du pays sur la Tisza.

## Géographie
Szolnok est située au cœur de l'Alföld, au confluent des rivières Tisza et Zagyva et s'étend sur 18 723 hectares. 
Szolnok est située à 90 kilomètres à l’est-sud-est de Budapest et à 50 kilomètres au nord-est de Kecskemét. La ville est située sur les deux rives de la rivière Tisza ; le centre historique et la majeure partie de la ville se trouvent sur la rive droite, près de l'embouchure de la rivière Zagyva.

## Population
| 1850   | 1870   | 1879   | 1900   | 1910   | 1920   |
| ------ | ------ | ------ | ------ | ------ | ------ |
| 10 617 | 15 847 | 16 120 | 24 160 | 24 417 | 31 065 |

| 1930   | 1941   | 1949   | 1960   | 1970   | 1980   |
| ------ | ------ | ------ | ------ | ------ | ------ |
| 37 317 | 39 897 | 34 003 | 45 640 | 63 467 | 75 362 |

| 1990   | 2001   | 2011   | 2022   | - | - |
| ------ | ------ | ------ | ------ | - | - |
| 78 328 | 77 654 | 72 953 | 66 140 | - | - |

## Transports

### Transport ferroviaire
Szolnok est reliée à Budapest par deux lignes ferroviaires d'importance internationale : la ligne de Budapest à Szolnok par Cegléd et la ligne de Budapest à Szolnok par Újszász.

### Réseau routier
Les axes les plus importants pour accéder à la ville sont la route principale 4 et l'autoroute M4, qui s'étendent d'est en ouest. 
Les autres routes importantes pour atteindre Szolnok sont la route principale 32, qui va de Hatvan jusqu'à Szolnok, via Jászberény et Újszász, la route principale 442, qui mène à Martfű-Kunszentmárton, et la route principale 402, qui part du quartier de Piroska de la rocade sud de la route principale 4 et mène au centre-ville.

## Personnalités

### Nées dans la ville
- Pál Sándor (hu) (1901–1972), philosophe ;
- Zoltán Adamik (né en 1928 et mort le 7 décembre 1992 à Budapest), athlète hongrois, spécialiste du 400 mètres ;
- Zoltán Jeney (1943-2019), compositeur hongrois ;
- Katalin Karikó (1955-), biochimiste célèbre pour ses recherches sur l'ARN messager ;
- Rosa Caracciolo, née Rozsa Tassi en 1972, ancienne Miss Hongrie et actrice pornographique ;
- György Komáromi (2002-), footballeur hongrois.

## Jumelages
La ville de Szolnok est jumelée avec :
| Ville | Ville         | Pays | Pays        | Période                     |
| ----- | ------------- | ---- | ----------- | --------------------------- |
|       | Baia Mare     |      | Roumanie    | depuis 1990                 |
|       | Bengbu        |      | Chine       |                             |
|       | Bielsko-Biała |      | Pologne     | depuis le 23 septembre 1995 |
|       | Dnipro,       |      | Ukraine     | depuis le 13 septembre 2013 |
|       | Eastwood      |      | Royaume-Uni | depuis 2006                 |
|       | Forlì         |      | Italie      | depuis 1998                 |
|       | Kikinda       |      | Serbie      |                             |
|       | Rakvere       |      | Estonie     | depuis septembre 2008       |
|       | Reutlingen    |      | Allemagne   | depuis 1990                 |
|       | Shoham        |      | Israël      | depuis 2001                 |
|       | Yuza          |      | Japon       | depuis le 4 novembre 2000   |

## Climat
| Mois                                  | jan.       | fév.       | mars       | avril     | mai       | juin      | jui.      | août      | sep.      | oct.      | nov.       | déc.     | année      |
| ------------------------------------- | ---------- | ---------- | ---------- | --------- | --------- | --------- | --------- | --------- | --------- | --------- | ---------- | -------- | ---------- |
| Température minimale moyenne (°C)     | −3         | −2         | 1,8        | 6,4       | 11,2      | 14,9      | 16,5      | 16,3      | 11,8      | 7         | 2,6        | −1,6     | 6,8        |
| Température moyenne (°C)              | −0,3       | 1,7        | 6,4        | 12,1      | 17        | 20,7      | 22,6      | 22,5      | 17,4      | 11,9      | 6,1        | 0,7      | 11,6       |
| Température maximale moyenne (°C)     | 2,5        | 5,4        | 11,4       | 17,8      | 22,9      | 26,6      | 28,7      | 28,8      | 23        | 16,8      | 9,7        | 3,2      | 16,4       |
| Record de froid (°C) date du record   | −24,8 1987 | −24,1 1987 | −14,6 1987 | −5,3 1997 | 1 1980    | 4,8 1990  | 6 1981    | 7 1981    | 1,7 2018  | −7 1997   | −18,4 1988 | −18 2009 | −24,8 1987 |
| Record de chaleur (°C) date du record | 16,9 2002  | 20,3 2021  | 24,5 1989  | 29,9 2012 | 34,2 2005 | 37,4 2021 | 40,8 2007 | 40,7 2012 | 36,9 2008 | 28,9 2009 | 22,4 2018  | 18 1989  | 40,8 2007  |
| Ensoleillement (h)                    | 55,2       | 72,7       | 144,8      | 187,4     | 244,6     | 244,4     | 285,3     | 273,5     | 162,1     | 132,1     | 78,8       | 42,5     | 1 923,4    |
| Précipitations (mm)                   | 25,2       | 30,9       | 26,8       | 37        | 65,9      | 71,7      | 75,3      | 56,4      | 60,6      | 45,8      | 42,5       | 41,6     | 579,7      |
| Nombre de jours avec précipitations   | 6,6        | 6,8        | 6,7        | 7,1       | 8,7       | 8,6       | 7,6       | 6,5       | 7,3       | 6,8       | 8          | 9        | 89,7       |